# کونیگزایسن
کونیگزایسن (به آلمانی: Königswiesen) یک منطقهٔ مسکونی در اتریش است که در ناحیه فرایشتات واقع شده‌است. کونیگزایسن ۷۳٫۳۹ کیلومتر مربع مساحت دارد ۶۱۴ متر بالاتر از سطح دریا واقع شده‌است.